# THE BOOK 2
《THE BOOK 2》是日本雙人音樂組合YOASOBI的第三張迷你專輯，也是該樂團第二張日語迷你專輯，於2021年12月1日由日本索尼音樂娛樂發行。本專輯收錄了YOASOBI於2021年推出的八首單曲。

## 背景
2021年，YOASOBI推出了首張迷你專輯《THE BOOK》，收錄了該樂隊由2019至2020年推出的單曲，並收穫不錯的商業成績，一度登上了Oricon專輯銷量榜和《公告牌》日本熱門專輯榜第二位，以及連續五個星期奪得Oricon數位專輯銷量榜榜首。根據Oricon的統計，截至2021年6月，該專輯已售出超過202,000張，並獲得日本唱片協會的金唱片認證。 
在YOASOBI於同年年底宣佈推出《THE BOOK 2》前，該樂隊也發行了〈怪物〉、〈溫柔的彗星〉、〈再一點就好〉、〈三原色〉、〈情書〉和〈大正浪漫〉六首單曲，以及〈Into the Night〉、〈RGB〉和〈Monster〉三首英文翻唱版本單曲。

## 發行和宣傳
2021年9月30日，亦即樂隊成立兩週年當天，YOASOBI宣佈將會於同年12月1日推出名為《THE BOOK 2》的新迷你專輯。該專輯在當天正式開始預售，並將會於12月1日登上各大數位音樂下載和串流媒體平台。《THE BOOK 2》將會收錄八首歌曲，包括〈怪物〉、〈溫柔的彗星〉、〈再一點就好〉、〈三原色〉、〈情書〉和〈大正浪漫〉、〈飛燕〉和改編自鈴木收同名舞台劇的〈若能描繪生命〉（もしも命が描けたら）。
2021年11月23日，官方頻道發布了《THE BOOK 2》的「交錯試聽版」（Cross-Fade）。
專輯全碟於2021年12月1日在Spotify、Apple Music、YouTube Music等平台開放串流或下載。

## 收錄曲目
1. 飛燕
以乙月なな（日语：乙月なな）的小說作品《小燕子的大夢想》（小さなツバメの大きな夢）作為原作。[13]
2. 三原色
以小御門優一郎（日语：小御門優一郎）的小說作品《RGB》作為原作[14]。
3. 大正浪漫
以的同名小說《大正浪漫》為原作[15]。
4. 再一點就好
以千春的小說作品《循環往復（日语：めぐる）》為原作[16]。
5. 溫柔的彗星
以板垣巴留的小說《像獅子座流星雨一樣》（獅子座流星群のままに）為原作[17]。
6. 怪物
以板垣巴留的小說《將自己的耳朵貼在自己的胸前》（自分の胸に自分の耳を押し当てて）為原作[18]。
7. 若能描繪生命
改編自鈴木收同名舞台劇[10]。
8. 情書
以的信件《致音樂》（音楽さんへ）為原型[19][20]。

## 專輯目錄
| 《THE BOOK 2》 | 《THE BOOK 2》   | 《THE BOOK 2》 |
| 曲序           | 曲目             | 时长           |
| -------------- | ---------------- | -------------- |
| 1.             | 飛燕（）         | 3:37           |
| 2.             | 三原色（）       | 3:44           |
| 3.             | 大正浪漫（）     | 2:48           |
| 4.             | 再一點就好（）   | 3:40           |
| 5.             | 溫柔的彗星（）   | 3:35           |
| 6.             | 怪物（）         | 3:26           |
| 7.             | 若能描繪生命（） | 3:22           |
| 8.             | 情書（）         | 3:32           |
| 总时长：       | 总时长：         | 27:44          |